# Mrs. Green Apple
Mrs. Green Apple (ミセスグリーンアップル) est un groupe de rock japonais originaire de Tokyo qui fait ses débuts en 2015 avec EMI Records. Ils sont connus pour avoir interprété le quatrième thème de fin de la série animée Yu-Gi-Oh! Arc-V ainsi que leur premier album complet, Twelve, qui s'est classé 10e dans les charts nationaux japonais Oricon. Leur chanson «Inferno» est utilisée comme thème d'ouverture de la première saison de l'anime Fire Force.

## biographie

### 2013–2016: Formation et premiers albums
Le chanteur Motoki Ohmori commence à créer de la musique alors qu'il est en 6e année, mais ne forme de groupe qu'en 2013. Mrs. Green Apple est formé au printemps 2013 avec 4 membres : Motoki Ohmori, Hiroto Wakai, Ayaka Yamanaka et un autre membre qui est bassiste. Plus tard, Motoki Ohmori invite Ryoka Fujisawa et Mrs. Green Apple devient un groupe de 5 membres.
Le 4 février 2014, le groupe sort un CD démo, 1st Demo, dans les salles de concert où ils jouent. La démo comprenait deux chansons, "リスキーゲーム (Risky Game)" et "恋と吟(うた) (Koi to Uta)." Quelques mois plus tard, leur premier mini-album, Introduction, sort lors du premier événement organisé par le groupe. Le concert, qui se déroule le 5 juillet au Shibuya LUSH, affiche complet, après celui-ci l'ancien bassiste annonce qu'il quitte le groupe.
2015 marque un énorme changement pour Mme Green Apple. Le 18 février, le groupe sort son premier CD distribué à l'échelle nationale, Progressive . Un mois plus tard, le 26 mars, ils  annoncent qu'ils vont effectuer leurs débuts sur un label majeur lors de leur troisième événement auto-organisé, qui affiche également complet. Le mini-album du groupe, Variety, sort chez EMI Records le 8 juillet 2015. Cet été-là, le groupe se produit dans certains des festivals de musique les plus populaires du Japon, tels que le Rock in Japan Festival, le Rising Sun Rock Festival et le Rush Ball. En décembre, le groupe sort son premier single, Speaking. La chanson est choisie comme cinquième générique de fin de l'anime Yu-Gi-Oh! Arc-V,. Mrs. Green Apple sort son premier album complet, Twelve, le 13 janvier 2016 et fait de nombreuses apparitions à la télévision. Le groupe effectue sa première tournée nationale en solo du 1er mars au 10 avril de la même année.

### 2020–2022: Pause
À la suite du succès de leur toute première tournée en salle, le groupe annonce qu'il sort une compilation des meilleurs albums intitulée 5. L'album se compose de morceaux remasterisés de leurs albums précédents, ainsi que de trois nouvelles chansons. Il sort dans le monde entier le 8 juillet 2020, avec le clip de la chanson Theater.
Peu de temps après la sortie de 5, le groupe annonce la End of Phase 1, ainsi que la désactivation des comptes Twitter individuels de chaque membre. Le groupe publie également un article de blog concernant la fin de ses activités :
Aujourd'hui, le 8 juillet 2020, Mrs. Green Apple annonce « la fin de la phase 1 », et également que le groupe fait une pause pour le moment. Cela ne signifie pas une pause négative, mais nous commençons les préparatifs de notre nouvelle étape vers la phase suivante. Dans le même temps, Mrs. Green Apple est désormais indépendante de l'ancienne société de gestion.
La fin de la phase 1 marque également l'annonce et le début du Projet-MGA, dans lequel le groupe embauche des créateurs et des membres de l'équipe de projet pour les rejoindre pour leur phase 2. Le 18 février 2021, le groupe annonce que le chanteur Motoki Ohmori fait ses débuts en tant qu'artiste solo. Son premier EP numérique, French, sort le 24 février (JST). Plus tard, le 29 décembre 2021, il est annoncé que deux membres de la phase 1 de Mrs. Green Apple, le membre fondateur et batteur Ayaka Yamanaka et le bassiste Kiyokazu Takano quittent le groupe, Fujisawa, Wakai et Ohmori restent dans le groupe pour la phase 2, qui devrait débuter en 2022. Un jour plus tard, le 30 décembre, il est précisé via une vidéo YouTube que MGA reviendrait officiellement au printemps 2022.

### 2024
Ohmori annonce sur le site officiel le 20 janvier 2024 qu'on lui a diagnostiqué une perte auditive soudaine de l'oreille gauche, après avoir eu des problèmes d'écoute la veille. Il ajoute que le groupe continuera les concerts déjà annoncés, tout en prêtant attention à tout changement, et en poursuivant tout traitement donné par les médecins.

#### Polémique autour du clip deColumbus
En juin 2024, Mrs. Green Apple fait face à une réaction négative importante à la suite de la sortie du clip de leur chanson Columbus. La vidéo, diffusée pour la première fois le 12 juin, montre les membres du groupe habillés en divers personnages historiques, dont Christophe Colomb, Napoléon et Ludwig van Beethoven, interagissant avec des personnages ressemblant à des singes qui semblaient être sous leur contrôle. Cette représentation sucite rapidement de nombreuses critiques, la jugeant insensible aux questions raciales et perpétuant des stéréotypes néfastes.
La controverse éclate sur les réseaux sociaux, où les fans et les critiques condamnent les images de la vidéo. Certains interprétent l’imagerie comme offensante, citant le contexte historique de Christophe Colomb et son association avec la colonisation et l’exploitation des peuples autochtones. L’utilisation de personnages ressemblant à des singes est particulièrement controversée, car elle évoque des images et des stéréotypes racistes.
En réponse à la réaction croissante, Mrs. Green Apple présente des excuses publiques et a retiré la vidéo de sa chaîne YouTube officielle le lendemain,. Le groupe explique que son intention était de créer une « fête de maison amusante » fantaisiste mettant en vedette des personnages historiques et exprime de profonds regrets pour toute offense causée. Ils reconnaissent que leur vision artistique a été mal interprétée et promettent d’être plus attentifs à l’avenir.
Malgré les excuses, l’incident continue à susciter des discussions et des débats. Les médias, y compris les grandes plateformes comme la BBC, couvrent la controverse, soulignant des questions plus larges de représentation culturelle et de sensibilité dans les arts. Les critiques soulignent la responsabilité des artistes de prendre en compte l’impact de leur travail sur des publics divers.
Universal Music s'excuse également, déclarant dans un communiqué que la vidéo contient « des expressions qui manquent de compréhension de l'histoire et du contexte culturel ». La division japonaise de Coca-Cola annonce qu'elle retire toutes les publicités mettant en vedette la chanson.

### 2025
Un projet de collaboration avec Tokyo Disney Resort, appelé Summer Cool-Off at Tokyo Disney Resort, est prévu du 2 juillet au 15 septembre. Il comprend une chanson thème, dont une partie est publiée sur la chaîne YouTube officielle du complexe,. Une publicité télévisée pour Summer Cool-Off at Tokyo Disney Resort, mettant en vedette la chanson thème de Mrs. Green Apple, doit être diffusée dans les régions de Chukyo et du Kansai le 7 juin, suivie de la zone métropolitaine de Tokyo le 14 juin, puis dans tout le pays. La vidéo de la publicité télévisée est disponible sur la chaîne YouTube officielle de Tokyo Disney Resort à partir de 8 heures du matin et sur le site Web spécial de Tokyo Disney Resort à partir de 9 heures du matin, le 6 juin,.

## Discographie et chansons

### Albums studio
| Titre                                                | Détails                                                                                   | Meilleur classement | Meilleur classement | Meilleur classement | Ventes                | Certifications         |
| Titre                                                | Détails                                                                                   | JPN                 | JPN Cmb. .          | JPN Hot             | Ventes                | Certifications         |
| ---------------------------------------------------- | ----------------------------------------------------------------------------------------- | ------------------- | ------------------- | ------------------- | --------------------- | ---------------------- |
| Twelve                                               | - Sortie: 13 janvier 2016 - Label: EMI - Formats: CD, téléchargement numérique, streaming | 10                  | —                   | 10                  | - JPN: 13 445 (phy.)  |                        |
| Mrs. Green Apple                                     | - Sortie: 11 janvier 2017 - Label: EMI - Formats: CD, téléchargement numérique, streaming | 9                   | —                   | 7                   | - JPN: 16 812 (phy.)  |                        |
| Ensemble                                             | - Sortie: 18 avril 2018 - Label: EMI - Formats: CD, téléchargement numérique, streaming   | 3                   | —                   | 3                   | - JPN: 19 776 (phy.)  |                        |
| Attitude                                             | - Sortie: 2 octobre 2019 - Label: EMI - Formats: CD, téléchargement numérique, streaming  | 4                   | 3                   | 1                   | - JPN: 37 648 (phy.)  | - RIAJ: Or (phy.)      |
| Antenna                                              | - Sortie: 4 juillet 2023 - Label: EMI - Formats: CD, téléchargement numérique, streaming  | 2                   | 1                   | 1                   | - JPN: 207 434 (phy.) | - RIAJ: Platine (phy.) |
| "—" désigne un enregistrement qui n'a pas été classé |                                                                                           |                     |                     |                     |                       |                        |

## Prix et nominations
| Cérémonie de remise des prix    | Année | Catégorie de prix                        | Œuvre(s)/nominé(s) | Résultat   | Ref.   |
| ------------------------------- | ----- | ---------------------------------------- | ------------------ | ---------- | ------ |
| GQ Japan Men of the Year Awards | 2023  | Best Artist                              | Mrs. Green Apple   | Lauréat    | [ 28 ] |
| Japan Gold Disc Awards          | 2025  | Artist of the Year (Japan)               | Mrs. Green Apple   | Lauréat    | [ 29 ] |
| Japan Gold Disc Awards          | 2025  | Best 5 Songs by Streaming                | "Lilac"            | Lauréat    | [ 29 ] |
| Japan Record Awards             | 2022  | Grand Prix                               | Dance Hall         | Nomination | [ 30 ] |
| Japan Record Awards             | 2022  | Excellent Work Award (Songs of the Year) | Dance Hall         | Lauréat    | [ 31 ] |
| Japan Record Awards             | 2023  | Grand Prix                               | Que Sera Sera      | Lauréat    | [ 32 ] |
| Japan Record Awards             | 2023  | Excellent Work Award (Songs of the Year) | Que Sera Sera      | Lauréat    | [ 33 ] |
| MTV Video Music Awards Japan    | 2023  | Video of the Year                        | Que Sera Sera      | Lauréat    | [ 34 ] |
| MTV Video Music Awards Japan    | 2023  | Best Visual Effects                      | Que Sera Sera      | Lauréat    | [ 34 ] |
| MTV Video Music Awards Japan    | 2023  | Best Alternative Video                   | "Magic"            | Lauréat    | [ 34 ] |
| MTV Video Music Awards Japan    | 2023  | Artist of the Year                       | Mrs. Green Apple   | Lauréat    | [ 34 ] |
| MTV Video Music Awards Japan    | 2025  | Best Group Video (Japan)                 | Lilac              | Lauréat    | [ 35 ] |
| MTV Video Music Awards Japan    | 2025  | Best Art Direction Video                 | Lilac              | Lauréat    | [ 35 ] |
| MTV Video Music Awards Japan    | 2025  | Best Cinematography                      | Lilac              | Lauréat    | [ 35 ] |